# Meng Yan
Meng Yan (chiń. 孟岩; ur. 30 września 1980 w Jilin) – chiński lekkoatleta, specjalizujący się w biegu na 400 metrów przez płotki.

## Osiągnięcia
- srebrny medal Igrzysk azjatyckich (Doha 2006)
- złoty medalista Chińskiej Olimpiady Narodowej i mistrzostw Chin

W 2008 reprezentował swój kraj podczas igrzysk olimpijskich w Pekinie. 18. lokata w eliminacjach nie dała mu awansu do półfinałów (do awansu zabrakło 0,12 sekundy).

## Rekordy życiowe
- bieg na 400 m przez płotki - 49,03 (2006) do 2023 rekord Chin[1]